# Округ Хајланд (Вирџинија)
Округ Хајланд (енгл. Highland County) је округ у америчкој савезној држави Вирџинија.

## Демографија
По попису из 2010. године број становника је 2.321, што је 215 (-8,5%) становника мање него 2000. године.
| Група             | 2000.         | 2010.         |
| Белци             | 2.507 (98,9%) | 2.284 (98,4%) |
| Афроамериканци    | 2 (0,1%)      | 6 (0,3%)      |
| Азијати           | 3 (0,1%)      | 4 (0,2%)      |
| Хиспаноамериканци | 13 (0,5%)     | 18 (0,8%)     |
| Укупно            | 2.536         | 2.321         |